# اعتراض بحري
عمليات الاعتراض البحري (أو الاعتراض البحري ) هي عمليات بحرية تهدف إلى تأخير أو تعطيل أو تدمير قوات العدو أو الإمدادات في طريقها إلى منطقة المعركة قبل أن تلحق أي ضرر بالقوات الصديقة، على غرار الحظر الجوي.
وقع الحظر البحري في كل من الحروب العالمية والحرب العالمية الأولى والحرب العالمية الثانية خلال حملات معركة الأطلسي (1914-1918) و(1939-1945). في العديد من الحملات الأخرى، مثل الحملة النرويجية ومعركة البحر الأبيض المتوسط، وقعت حملات اعتراض بحرية.
تم اعتراض البحرية في الخليج العربي، خلال عملية المراقبة الجنوبية. وقد جرت بين نهاية عملية عاصفة الصحراء عام 1991 وبداية حرب العراق عام 2003. وقد أجريت هذه العمليات لضمان عدم قيام صدام حسين بتهريب نفطه من العراق، في انتهاك لعقوبات الأمم المتحدة ضد العراق. تضمنت العمليات إيقاف أي سفينة وجميع السفن العابرة للخليج العربي ومضيق هرمز للبحث عن النفط والأسلحة وبعض الفارين من العدالة. أول غواصة تشارك في هذه العمليات كانت USS Asheville (SSN-758)، في مارس وأبريل 2000. 